# Hrádek u České Břízy
Hrádek u České Břízy je zaniklý hrad na hraně údolí říčky Třemošné necelý jeden kilometr severně od České Břízy v okrese Plzeň-sever. Dochovaly se z něj pouze drobné terénní relikty.

## Historie
V písemných pramenech neznámý hrad datují archeologické nálezy do druhé poloviny 13. století. Jediná listina, která by se k hradu mohla vztahovat, je z roku 1282 nebo 1289. Zaznamenává prodej vesnic Hromnice, Třemošnice a neznámého predium Stegyn Otou z Kařeza plaskému klášteru. Latinské slovo predium může v tomto případě znamenat panství a slovo Stegyn by mohlo být zkomoleninou německého Stein, které by zase odkazovalo na staveniště hradu.

## Stavební podoba
Hrad u České Břízy patří k málo prozkoumaným nejstarším šlechtickým hradům nižší kvalitativní úrovně. Skládal se z předhradí a vlastního jádra na výrazném skalním břidlicovém bloku. Předhradí mělo přibližně tvar trojúhelníka a ze dvou stran ho chránily především strmé svahy rokle a údolí. Na přístupové straně bylo opevněno valem, dnes asi jeden metr vysokým, a příkopem širokým 5 metrů. Na ploše předhradí se dochovaly stopy zahloubené budovy. Skála hradního jádra, jejíž vrcholová plošina je níže než předhradí, byla přístupná po mostě. Na jejím vrcholu o rozměrech 7 × 7 metrů zřejmě stála dřevěná věžovitá budova. Podle záseků ve skále měla nejspíš polygonální půdorys.

## Přístup
Zbytky hradu se nachází v lese u čistírny odpadních vod. Při cestě z České Břízy do Hromnic před první křižovatkou odbočuje doprava úzká asfaltka a stáčí se doprava k čistírně. V zatáčce stačí odbočit k hradu do lesa po levé straně.